# Callinectes
Callinectes – rodzaj krabów z rodziny portunikowatych (Portunidae). Przedstawiciele tego rodzaju mają charakterystyczną parę spłaszczonych tylnych odnóży przypominających kształtem wiosła. Pancerz również jest spłaszczony, posiada rzędy zróżnicowanych ząbków na brzegach między oczami i w części przedniej. Największe z nich to „zęby frontowe” para zlokalizowana pomiędzy czwartym a szóstym ząbkiem, między oczami. Typowe dla krabów tego rodzaju jest zielono-oliwkowe lub niebieskie ubarwienie z tyłu i białe pod spodem. Szczypce, stosunkowo małe, są częściowo niebieskie lub czerwone. Niektóre gatunki różnią się wielkością szczypiec, kolców i ubarwieniem.
calli- znaczy piękny (stgr. κάλλος (kállos) – piękno, stgr. καλός (kalós) – piękny), a nectes (stgr. νηκτης (nēktēs)) – pływak.

## Gatunki
- Callinectes arcuatus
- Callinectes bellicosus
- Callinectes bocourti
- Callinectes danae
- Callinectes exasperatus
- Callinectes larvatus
- Callinectes marginatus
- Callinectes ornatus
- Callinectes rathbunae
- Callinectes sapidus – kalinek błękitny
- Callinectes similis
- Callinectes toxotes